# Liste der Biografien/Alv
Liste der Biografien |
Portal Biografien |
Personensuche
# |
A |
B |
C |
D |
E |
F |
G |
H |
I |
J |
K |
L |
M |
N |
O |
P |
Q |
R |
S |
T |
U |
V |
W |
X |
Y |
Z |
?
 
Aa |
Ab |
Ac |
Ad |
Ae |
Af |
Ag |
Ah |
Ai |
Aj |
Ak |
Al |
Am |
An |
Ao |
Ap |
Aq |
Ar |
As |
At |
Au |
Av |
Aw |
Ax |
Ay |
Az
 
Ala |
Alb |
Alc |
Ald |
Ale |
Alf |
Alg |
Alh |
Ali |
Alj |
Alk |
All |
Alm |
Aln |
Alo |
Alp |
Alq |
Alr |
Als |
Alt |
Alu |
Alv |
Alw |
Alx |
Aly |
Alz
Die Liste der Biografien führt alle Personen auf, die in der deutschsprachigen Wikipedia einen Artikel haben. Dieses ist eine Teilliste mit 559 Einträgen von Personen, deren Namen mit den Buchstaben „Alv“ beginnt.

## Alv
- Alv Erlingsson († 1290), norwegischer Lehnsmann

### Alva
- Alva Cejudo, Luis (1910–1995), mexikanischer Botschafter
- Alva Cejudo, Salvador (1911–1965), mexikanischer Botschafter
- Alva Costa Alegre, Norberto d’ (* 1951), são-toméischer Politiker, Premierminister von São Tomé und Príncipe
- Alva de la Canal, Ramón (1892–1985), mexikanischer Maler, Illustrator und Kunstlehrer
- Alva Ixtlilxóchitl, Fernando de († 1650), mestizischer Historiker im frühkolonialen Mexiko
- Alva, Leonel Mário d’ (* 1935), são-toméischer Politiker, Premierminister von São Tomé und Príncipe
- Alva, Luigi (1927–2025), peruanischer Opernsänger (lyrischer Tenor) und Gesangspädagoge
- Alva, Margaret (* 1942), indische Politikerin und Rechtsanwältin
- Alva, Tony (* 1957), US-amerikanischer SkateboarderTony Alva (* 1957)

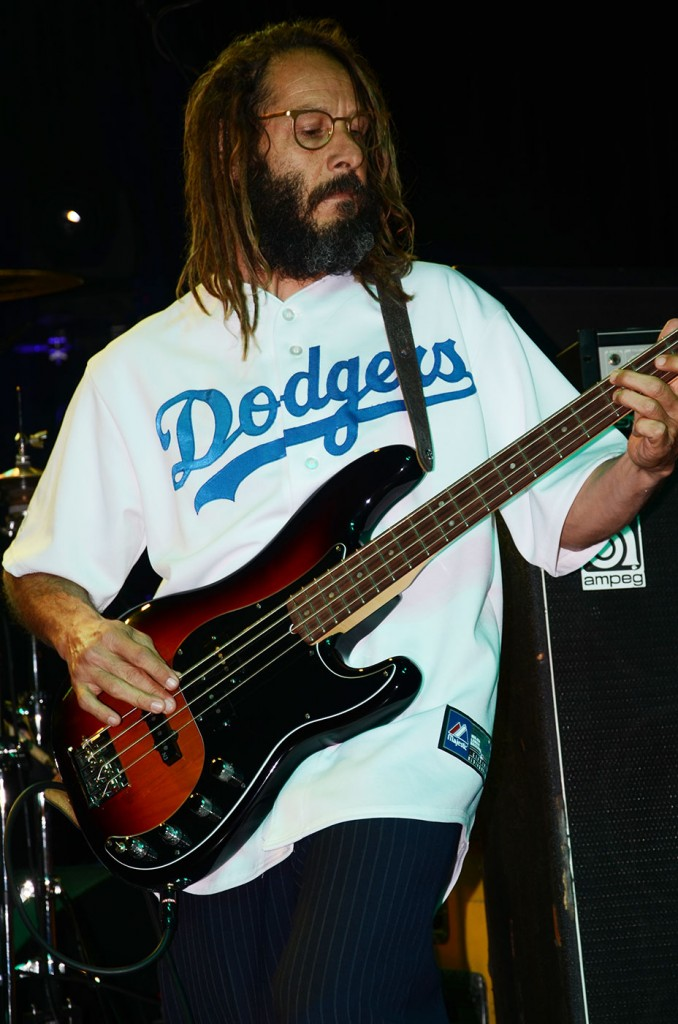
Tony Alva (* 1957)

- Alva, Violet (1908–1969), indische Politikerin und Rechtsanwältin
- Alva, Walter (* 1951), peruanischer Archäologe, Entdecker des Fürstengrabes von Sipán

#### Alvan
- Alvanos, Alexandros (* 1980), griechischer Handballspieler

#### Alvao
- Alvão, Domingos (1872–1946), portugiesischer Fotograf

#### Alvar
- Àlvar de Cabrera († 1299), Vizegraf von Àger
- Álvar Fáñez († 1114), spanischer Adliger, Gefolgsmann von König Alfons VI. von León-Kastilien und der Königin Urraca von León-Kastilien
- Alvar, Manuel (1923–2001), spanischer Romanist, Hispanist und Dialektologe

##### Alvara
- Alvarado Alcántara, Abelardo (1933–2021), mexikanischer Geistlicher, römisch-katholischer Weihbischof in Mexiko
- Alvarado Brown, Esteban (* 1989), costa-ricanischer Fußballspieler
- Alvarado e Hidalgo, Manuel (1784–1836), Präsident von Costa Rica
- Alvarado Gallardo, Ricardo (1914–1983), salvadorianischer Diplomat
- Alvarado Lang, Carlos (1905–1961), mexikanischer Grafiker
- Alvarado Marín, Juan (* 1948), mexikanischer Fußballspieler und -trainer
- Alvarado Quesada, Carlos (* 1980), costa-ricanischer PolitikerCarlos Alvarado Quesada (* 1980)

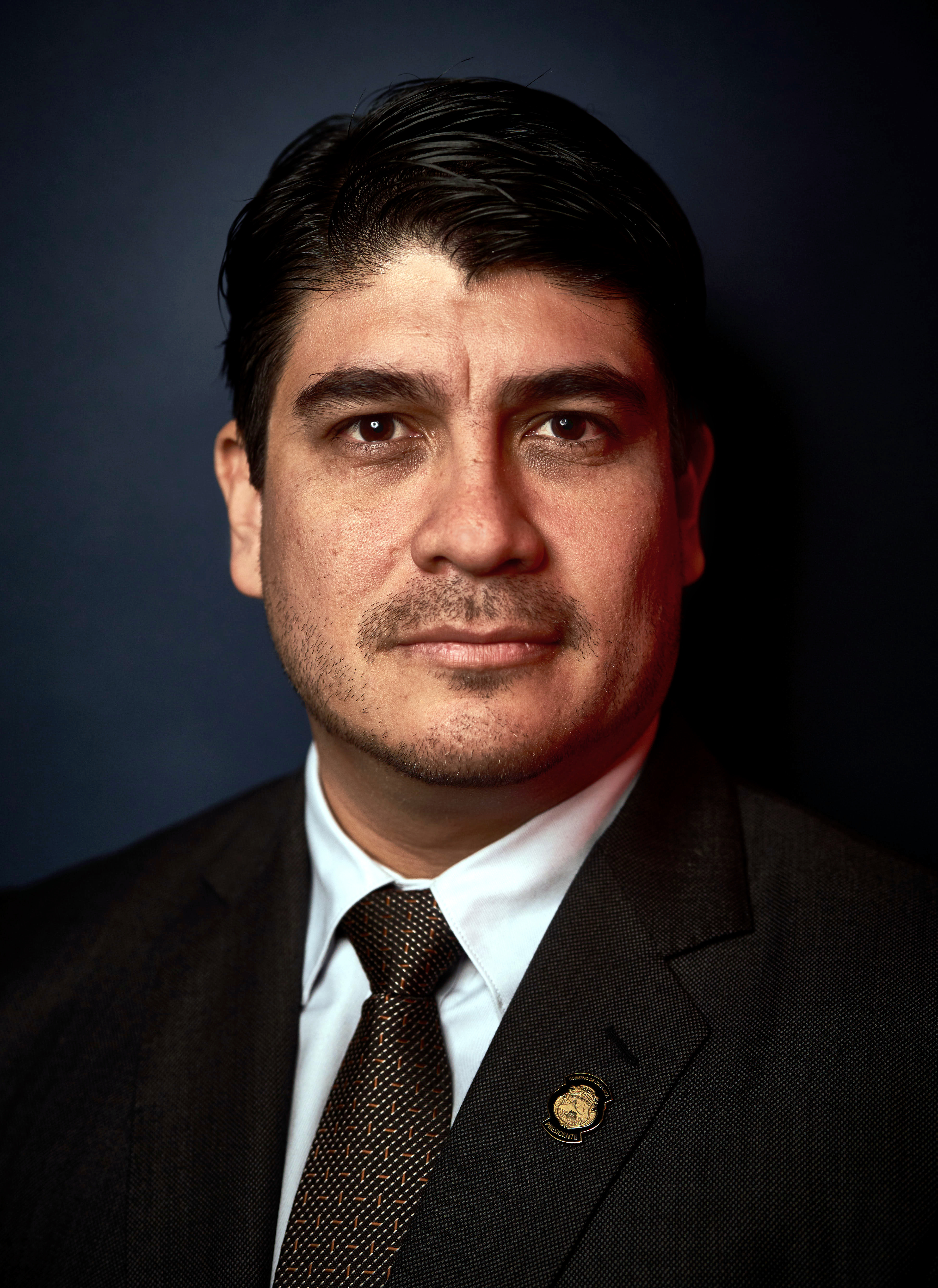
Carlos Alvarado Quesada (* 1980)

- Alvarado Solano, Hernán (1946–2011), kolumbianischer Geistlicher, Apostolischer Vikar in Guapi
- Alvarado Tezozómoc, Hernando de, Chronist Neuspaniens
- Alvarado Tovar, Mario Absalon (* 1970), guatemaltekischer römisch-katholischer Ordensgeistlicher, Generaloberer der Herz-Jesu-Missionare
- Alvarado y Baeza, Pedro José de (1767–1839), zentralamerikanischer Präsident
- Alvarado, Alonso de (* 1500), spanischer Conquistador
- Alvarado, Ángel (* 2005), venezolanischer Sprinter
- Alvarado, Angela, US-amerikanische Filmschauspielerin
- Alvarado, Carlos (1954–1998), costa-ricanischer Radrennfahrer
- Alvarado, Casto José (1820–1873), Präsident von Honduras
- Alvarado, Claudio (* 1960), chilenischer Politiker, Abgeordneter, Senator und Minister
- Alvarado, Don (1904–1967), mexikanisch-US-amerikanischer Schauspieler, Regieassistent und Produktionsmanager
- Alvarado, Edson (* 1975), mexikanischer Fußballspieler
- Alvarado, Fabricio (* 1974), costa-ricanischer Politiker
- Alvarado, Felix (* 1989), nicaraguanischer Boxweltmeister
- Alvarado, Gonzalo de, Konquistador
- Alvarado, Hernando de, neuspanischer Entdecker
- Alvarado, Iliana (* 1960), polnische Balletttänzerin, Choreographin und Tanzpädagogin
- Alvarado, Jorge (* 1980), chilenischer Fußballspieler
- Alvarado, Juan (1893–1969), chilenischer Fußballspieler
- Alvarado, Juan José (1798–1857), Supremo Director von Honduras
- Alvarado, Katherine (* 1991), costa-ricanische Fußballspielerin
- Alvarado, Mike (* 1980), US-amerikanischer Boxer
- Alvarado, Montse, mexikanisch-US-amerikanische Journalistin und Moderatorin
- Alvarado, Pedro de († 1541), spanischer Konquistador
- Alvarado, Quetzalli (* 1975), mexikanische Fußballschiedsrichterin
- Alvarado, Roberto (* 1998), mexikanischer Fußballspieler
- Alvarado, Trini (* 1967), US-amerikanische Schauspielerin
- Alvarado, Ventura (* 1992), US-amerikanischer Fußballspieler
- Alvarados Cardozo, Laura Evangelista (1875–1967), venezolanische Ordensschwester und Ordensgründerin

##### Alvare
- Alvarenga, Daniel (* 1986), deutscher FilmregisseurDaniel Alvarenga (* 1986)

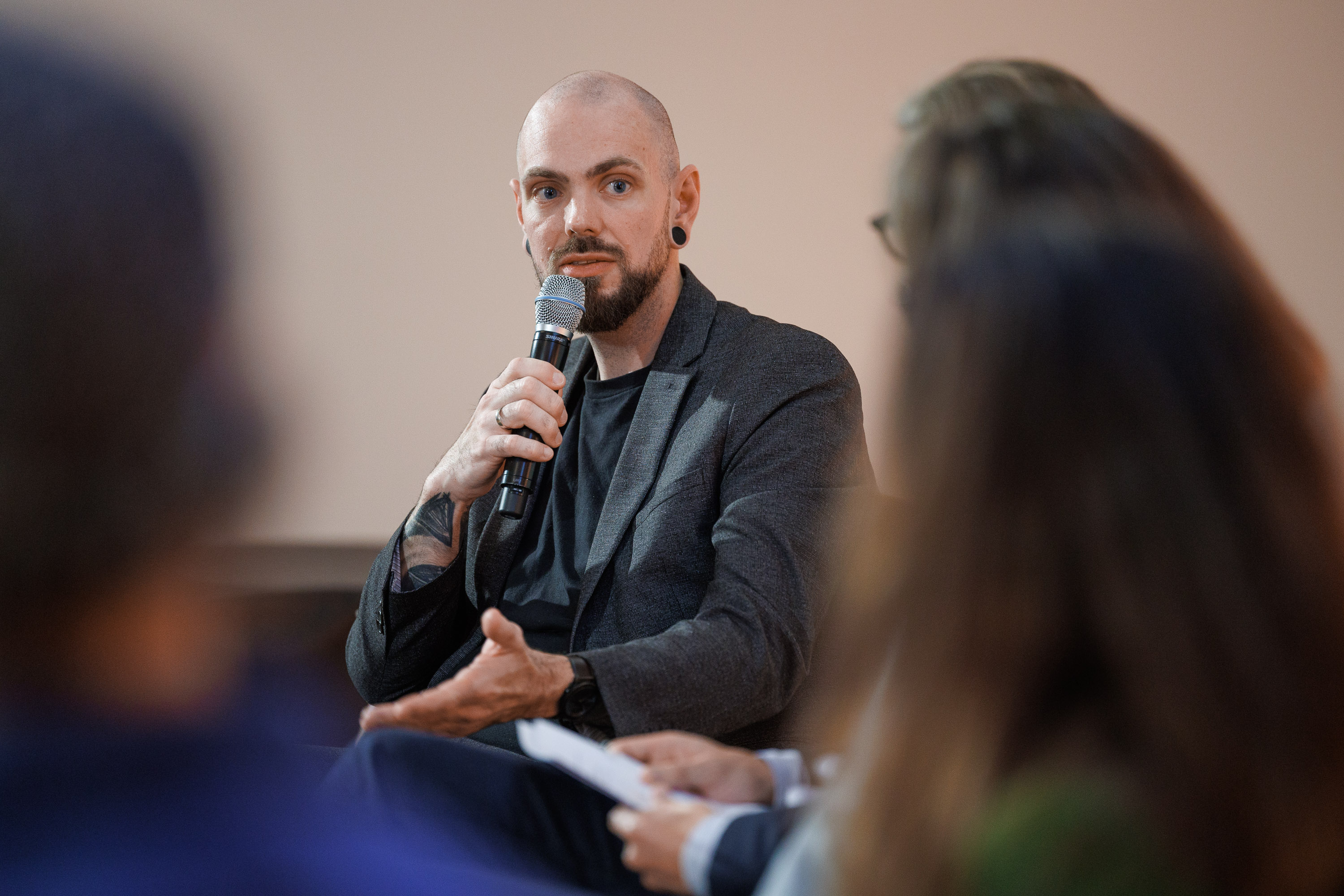
Daniel Alvarenga (* 1986)

- Alvarenga, Guido (* 1970), paraguayischer Fußballspieler
- Alvarenga, Herculano Marcos Ferraz de (* 1947), brasilianischer Paläontologe
- Alvarenga, Joselita (1934–2020), brasilianische Schauspielerin
- Alvarenga, Sandra (* 1988), US-amerikanische Schlagzeugerin
- Alvares, Antonio Francisco Xavier (1836–1923), Erzbischof-Metropolit der (lateinischen) Erzdiözese von Ceylon, Goa und Indien innerhalb der Syrisch-Orthodoxen Kirche
- Álvares, Francisco, portugiesischer Missionar und Entdeckungsreisender
- Álvares, Gonçalo († 1524), portugiesischer Seefahrer und Entdecker
- Álvares, Jorge, portugiesischer Seefahrer
- Álvares, Jorge († 1521), portugiesischer Seefahrer
- Álvares, Manuel (1526–1582), portugiesischer Jesuit und Pädagoge
- Álvares, Paulo (* 1960), brasilianischer Pianist und Komponist
- Álvarez Afonso, Bernardo (* 1949), spanischer Geistlicher und römisch-katholischer Bischof von San Cristóbal de La Laguna
- Álvarez Aguirre, David (* 1984), äquatorialguineischer Fußballspieler
- Álvarez Alanis, Luis Alberto (* 1981), mexikanischer Fußballspieler
- Alvarez Alvarez, Ernesto (1925–1991), ecuadorianischer Ordensgeistlicher und Bischof
- Álvarez Álvarez, Juan Manuel (1948–2025), mexikanischer Fußballspieler und -trainer
- Álvarez Arcos, Damián (* 1973), mexikanischer Fußballspieler
- Álvarez Arruti, Imanol (* 1967), spanischer Handballtrainer
- Álvarez Benítez, Juan (1790–1867), mexikanischer Politiker
- Álvarez Botero, Elkin Fernando (1968–2023), kolumbianischer römisch-katholischer Geistlicher, Bischof von Santa Rosa de Osos
- Álvarez Boulet, Sergio (* 1979), kubanischer Gewichtheber
- Álvarez Bravo, Lola (1907–1993), mexikanische Fotografin
- Álvarez Bravo, Manuel (1902–2002), mexikanischer Fotograf
- Álvarez Camacho, María René (* 1988), bolivianische Politikerin, Mitglied des Abgeordnetenhauses
- Álvarez Cano, José Armando (* 1960), mexikanischer römisch-katholischer Geistlicher, Koadjutorerzbischof von Morelia
- Álvarez Carrillo de Albornoz, Gil († 1367), spanischer Kardinal
- Álvarez Catalá, Luis (1836–1901), spanischer Maler
- Álvarez Ccoscco, Irma, peruanische peruanische Dichterin, Programmiererin, Software-Übersetzerin und Quechua-Sprachaktivistin
- Álvarez Córdoba, Enrique (1930–1980), salvadorianischer Kaffeepflanzer und Reformpolitiker
- Álvarez Cubero, José (1768–1827), spanischer Bildhauer
- Álvarez Cutiño, Francisco (* 1969), kubanischer Beachvolleyballspieler
- Álvarez de Acevedo, Tomás, Gouverneur von Chile
- Álvarez de Castro, Mariano (1749–1810), spanischer General im Befreiungskrieg gegen Napoleon
- Alvarez de la Fuente, Silvia Leonor (1953–2004), argentinisch-deutsche Komponistin und Pianistin
- Álvarez de Miranda, Fernando (1924–2016), spanischer Politiker und Jurist
- Álvarez de Pineda, Alonso († 1520), spanischer Konquistador
- Álvarez De Soto, Francisco, panamaischer Anwalt und Außenminister von Panama
- Álvarez de Sotomayor, Fernando (1875–1960), spanischer Maler
- Álvarez de Toledo y Leiva, Pedro (1585–1654), Vizekönig von Peru
- Álvarez de Toledo y Maura, Luisa Isabel (1936–2008), spanische Adlige, Schriftstellerin, Historikerin
- Álvarez de Toledo y Mendoza, Fadrique (1580–1634), spanischer Adliger, Offizier und Admiral
- Álvarez de Toledo, Cayetana (* 1974), spanische Politikerin (PP)
- Álvarez de Toledo, Fadrique (1460–1531), 2. Herzog von Alba
- Álvarez de Toledo, Fadrique (1537–1583), 4. Herzog von Alba
- Álvarez de Toledo, Fernando (1390–1460), 1. Graf von Alba
- Álvarez de Toledo, Fernando Herzog von Alba (1507–1582), spanischer Feldherr und StaatsmannFernando Álvarez de Toledo, Herzog von Alba (1507–1582)

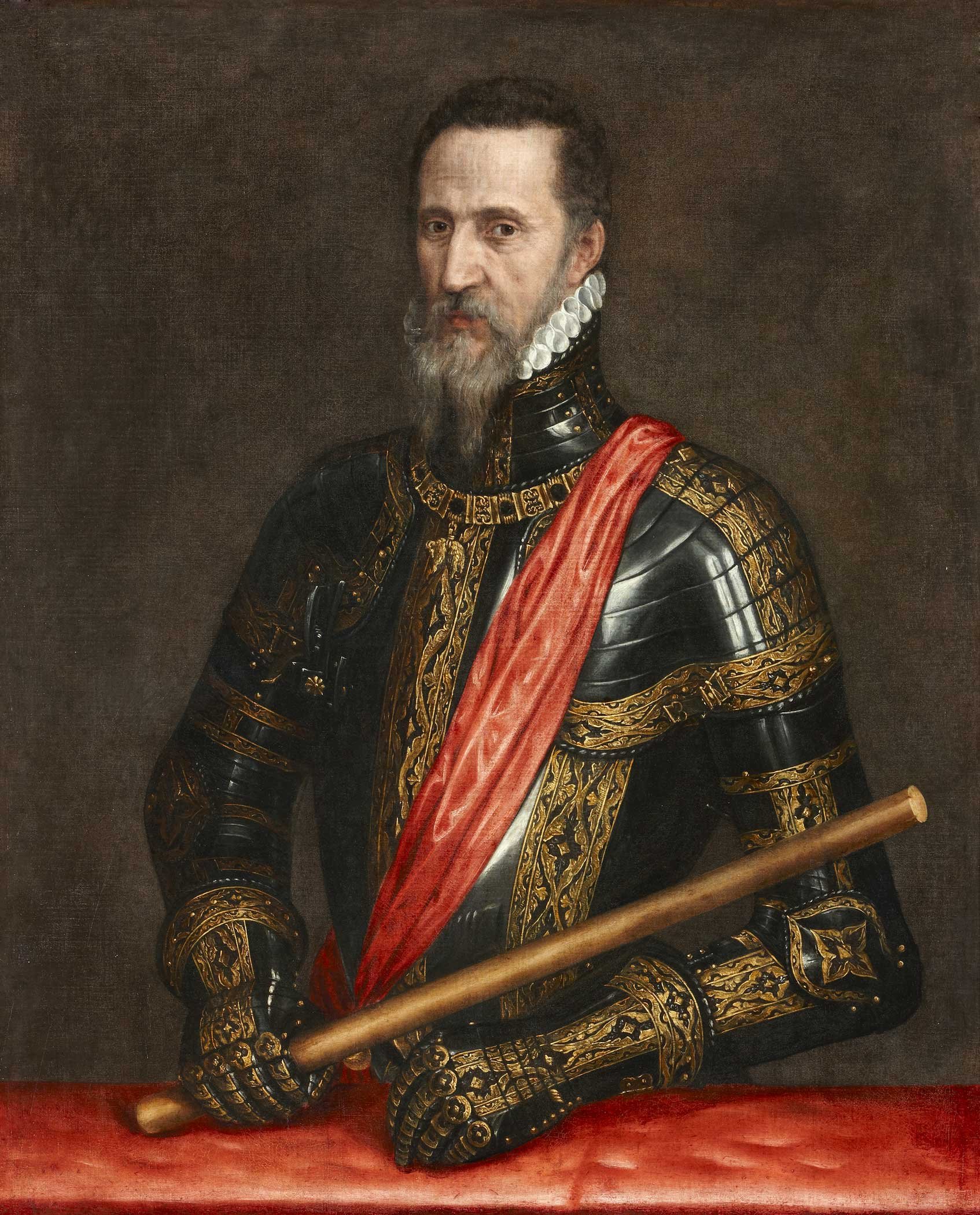
Fernando Álvarez de Toledo, Herzog von Alba (1507–1582)

- Álvarez de Toledo, García († 1488), 1. Herzog von Alba
- Álvarez de Toledo, García (1514–1577), spanischer Adliger und Admiral
- Álvarez de Toledo, Gutierre (1374–1446), 1. Señor von Alba
- Álvarez de Toledo, Pedro († 1553), Vizekönig von Neapel
- Álvarez del Castillo, Juan Manuel (* 1891), mexikanischer Botschafter
- Álvarez del Toro, Miguel (1917–1996), mexikanischer Zoologe
- Álvarez del Villar, José (1908–1989), mexikanischer Ichthyologe
- Álvarez Domínguez, Carlos (* 2003), spanischer Handballspieler
- Álvarez Domínguez, Modesto (* 1975), spanischer Biathlet
- Álvarez Fernández, Pablo (* 1988), spanischer Ingenieur und Astronautenanwärter
- Alvarez Galban, Edel (* 1967), kubanisch-amerikanischer Maler und Arzt
- Álvarez Gardeazábal, Gustavo (* 1945), kolumbianischer Schriftsteller, Journalist, Literaturkritiker und Politiker
- Alvarez Gastón, Rosendo (1926–2014), spanischer Geistlicher und Bischof von Almería
- Álvarez Gómez, Mario de Jesús (* 1959), kolumbianischer Geistlicher, römisch-katholischer Bischof von Istmina-Tadó
- Álvarez Guedes, Guillermo (1927–2013), kubanisch-US-amerikanischer Komiker und Musikproduzent
- Álvarez Lagos, Rolando José (* 1966), nicaraguanischer Geistlicher, römisch-katholischer Bischof von Matagalpa
- Álvarez Leguizamón, Sonia (* 1954), argentinische Soziologin und Anthropologin
- Álvarez Lleras, Antonio (1892–1956), kolumbianischer Dramatiker
- Álvarez López, Humberto (1943–2024), kolumbianischer Ornithologe
- Alvarez Lutz, Elena (* 1964), deutsch-spanische Regisseurin, Drehbuchautorin, Publizistin und Synchronsprecherin
- Álvarez Marín, Andrea (* 1986), costa-ricanische Politikerin
- Álvarez Martínez, Agustín (* 2001), uruguayischer Fußballspieler
- Álvarez Martínez, Francisco (1925–2022), spanischer Geistlicher, römisch-katholischer Erzbischof von Toledo, Primas von Spanien
- Álvarez Martínez, Gustavo Adolfo (1938–1989), honduranischer Politiker
- Álvarez Mata, Javier (* 1980), spanischer Handballschiedsrichter
- Álvarez Mendizábal, Juan (1790–1853), spanischer Politiker, kurzzeitig Wirtschaftsminister sowie Premierminister
- Álvarez Mendoza, Daniela (* 2001), spanische Beachvolleyballspielerin
- Álvarez Moya, Sergio (* 1985), spanischer Springreiter
- Álvarez Navarrete, Anselmo (* 1932), spanischer Benediktinermönch, Abt und Hochschullehrer
- Álvarez Orellana, Óscar (* 1962), salvadorianischer römisch-katholischer Geistlicher, Weihbischof in San Salvador
- Álvarez Ortega, Manuel (1923–2014), spanischer Lyriker und Übersetzer
- Álvarez Pedraza, Aramis (* 1988), kubanischer Schachspieler
- Álvarez Perea, Arturo (* 1959), mexikanischer Fußballspieler
- Alvarez Pérez, Guzmán Enrique (1910–2004), spanischer Romanist, Hispanist und Asturianist, der in den Niederlanden wirkte
- Álvarez Plata, Federico (1916–2003), bolivianischer Politiker und Diplomat
- Álvarez Pontón, María Mercedes (* 1976), spanische Distanzreiterin
- Álvarez Pool, Consuelo (1867–1959), spanische Telegrafistin, Schriftstellerin, Journalistin, Politikerin, Gewerkschafterin, Suffragette und Feministin
- Alvarez Ramírez, José Eduardo (1922–2000), römisch-katholischer Bischof
- Álvarez Rodríguez, Agustín Romualdo (1923–2011), spanischer Ordensgeistlicher, Apostolischer Vikar von Machiques
- Álvarez Ruiz, Donaldo (* 1931), guatemaltekischer Ministro de Gobernación
- Alvarez Ruiz, Saioa (* 1990), deutsch-spanische Schauspielerin und PerformerinSaioa Alvarez Ruiz (* 1990)

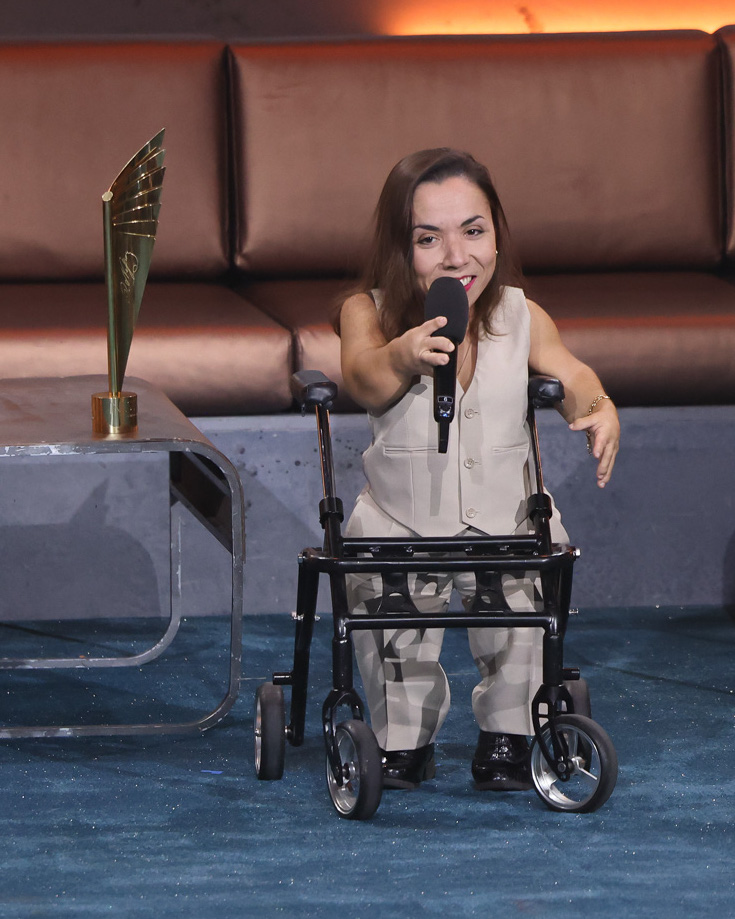
Saioa Alvarez Ruiz (* 1990)

- Álvarez Sánchez, Emilio (1936–2008), spanischer Fußballspieler
- Álvarez Sánchez, José Antonio (* 1975), spanischer römisch-katholischer Geistlicher, Weihbischof in Madrid
- Álvarez Sánchez, Miguel (* 1982), deutsch-spanischer Fußballtrainer
- Álvarez Solórzano, José Ticul (1935–2001), mexikanischer Wirbeltierzoologe
- Álvarez Tapia, Bernardo Andrés (* 1980), chilenischer römisch-katholischer Geistlicher, Weihbischof in Concepción
- Alvarez Tena, Victorino (1920–1987), mexikanischer Geistlicher, römisch-katholischer Bischof von Celaya
- Álvarez Terán, María Fernanda (* 1989), bolivianische Tennisspielerin
- Álvarez Thomas, Ignacio (1787–1857), argentinischer Offizier und Politiker
- Álvarez Torrado, Elba (* 2001), spanische Handballspielerin
- Álvarez Tostado, Ramiro (1901–1985), mexikanischer Unternehmer und Sportfunktionär
- Álvarez Uría, Francisco (* 1950), spanischer Fußballspieler
- Álvarez Valdéz, José Fortunato (1967–2018), mexikanischer Geistlicher und römisch-katholischer Bischof von Gómez Palacio
- Álvarez Varona, Nicolás (* 2001), spanischer Tennisspieler
- Álvarez Vidaurre, Antonio (1899–1969), salvadorianischer Diplomat
- Álvarez y Alva de Toledo, Juan (1488–1557), spanischer Dominikaner, Erzbischof und Kardinal
- Álvarez Zenteno, Rodrigo (* 1966), chilenischer Politiker, Jurist, Hochschullehrer, Abgeordneter und Minister
- Álvarez, Adalberto (1948–2021), kubanischer Pianist, Arrangeur und Bandleiter
- Alvarez, Al (1929–2019), britischer Lyriker, Schriftsteller und Literaturkritiker
- Álvarez, Alejandro (1868–1960), chilenischer Jurist und Richter am Internationalen Gerichtshof
- Álvarez, Ana (* 1969), spanische Schauspielerin
- Álvarez, Anahí (* 2001), mexikanische Leichtathletin
- Álvarez, Ángel (1906–1983), spanischer Schauspieler
- Alvarez, Anita (* 1996), US-amerikanische Synchronschwimmerin
- Álvarez, Antonio (* 1955), spanischer Fußballspieler und -trainer
- Álvarez, Arturo (* 1985), US-amerikanisch-salvadorianischer Fußballspieler
- Álvarez, Augusto H. (1914–1995), mexikanischer Architekt
- Álvarez, Carlos (* 1948), argentinischer Politiker
- Álvarez, Carlos (* 1956), kubanischer Sprinter
- Álvarez, Carlos (* 1966), spanischer Opernsänger
- Álvarez, Carlos Miguel (* 1943), argentinischer Radrennfahrer
- Alvarez, Chico (1920–1992), US-amerikanischer Jazz-Trompeter
- Álvarez, Consuelo (1965–1991), spanische Radrennfahrerin
- Álvarez, Cristián (* 1980), chilenischer Fußballspieler
- Álvarez, Damián Ariel (* 1978), argentinisch-mexikanischer Fußballspieler
- Álvarez, Diego (* 1980), argentinischer Tennisspieler
- Alvarez, Eddie (* 1984), US-amerikanischer Mixed-Martial-Arts-KämpferEddie Alvarez (* 1984)

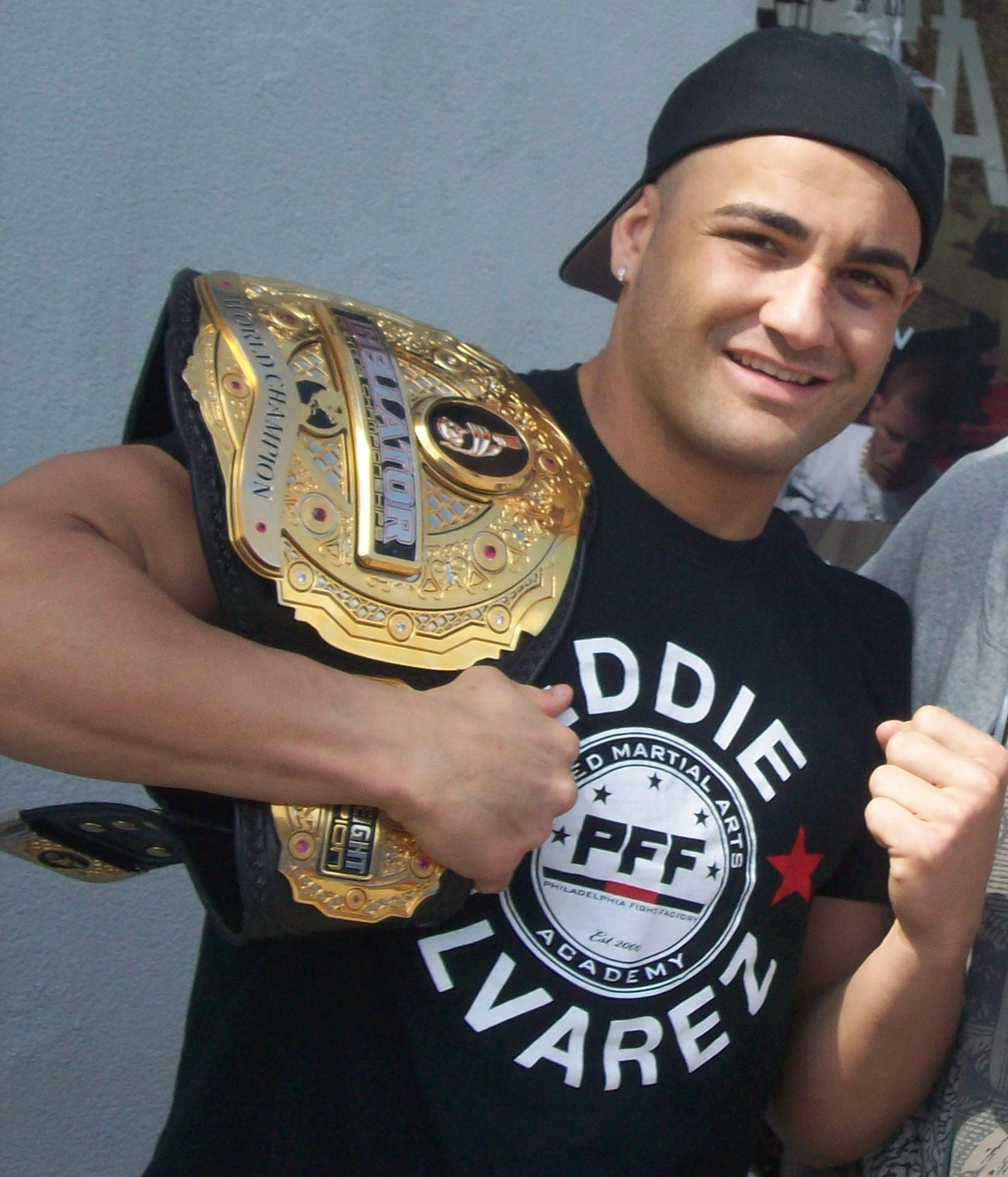
Eddie Alvarez (* 1984)

- Álvarez, Edgar (* 1980), honduranischer Fußballspieler
- Álvarez, Edson (* 1997), mexikanischer Fußballspieler
- Alvarez, Eduardo (* 1990), US-amerikanischer Shorttracker und Baseballspieler
- Álvarez, Efraín (* 2002), US-amerikanisch-mexikanischer Fußballspieler
- Álvarez, Elbio (* 1994), uruguayischer Fußballspieler
- Álvarez, Eleider (* 1984), kolumbianischer Boxer
- Álvarez, Eliseo (1940–1997), uruguayischer Fußballspieler
- Álvarez, Elvis (1965–1995), kolumbianischer Boxer
- Álvarez, Emilio Walter (1939–2010), uruguayischer Fußballspieler
- Álvarez, Erislandy (* 2000), kubanischer Boxer
- Álvarez, Ernesto (1928–2010), argentinisch-chilenischer Fußballspieler
- Álvarez, Estela (* 1978), argentinische Fußballschiedsrichterin
- Álvarez, Fede (* 1978), uruguayischer Filmregisseur und DrehbuchautorFede Álvarez (* 1978)

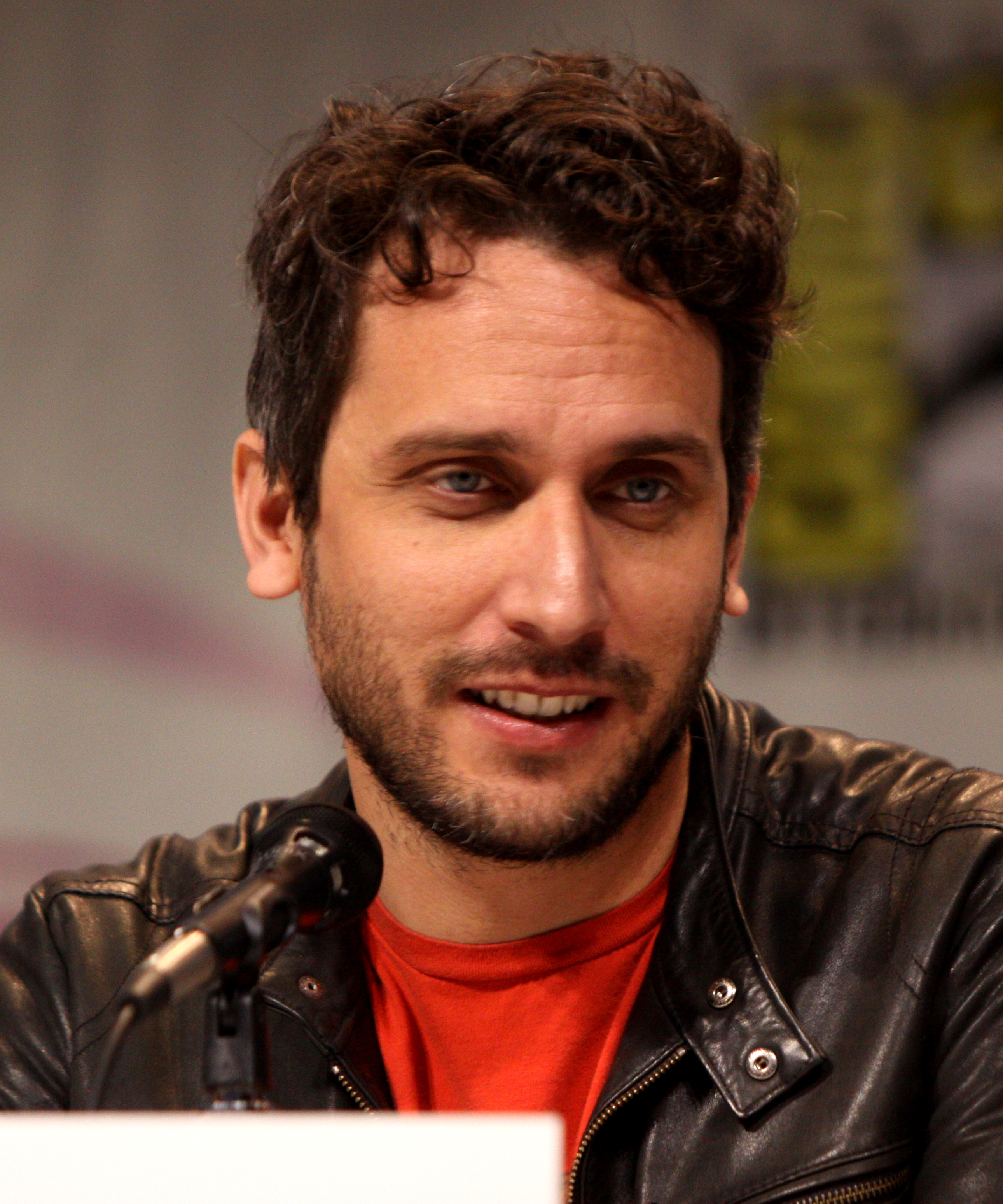
Fede Álvarez (* 1978)

- Álvarez, Felix (* 1966), andorranischer Fußballspieler
- Alvarez, Frankie J., amerikanischer Schauspieler
- Álvarez, Freddy (* 1995), costa-ricanischer Fußballspieler
- Álvarez, Giselle (* 1992), chilenische Langstreckenläuferin
- Álvarez, Gloria (* 1985), guatemaltekische Moderatorin, Buchautorin und Aktivistin
- Álvarez, Gonzalo (* 1991), uruguayischer Fußballspieler
- Álvarez, Gregorio (1925–2016), uruguayischer Militär und Politiker
- Álvarez, Griselda (1913–2009), mexikanische Schriftstellerin und Politikerin
- Álvarez, Héctor (* 2006), spanischer Radsportler
- Álvarez, Heny (1929–2006), puerto-ricanischer Komponist, Perkussionist und Sänger
- Álvarez, Horacio José (* 1957), argentinischer römisch-katholischer Geistlicher, Weihbischof in Córdoba
- Álvarez, Iker (* 2001), andorranischer Fußballspieler
- Álvarez, Isidoro (1935–2014), spanischer Handelsunternehmer
- Álvarez, Iván (* 1980), chilenischer Fußballspieler
- Alvarez, Izabella (* 2004), US-amerikanische Schauspielerin und Synchronsprecherin
- Álvarez, Jarbi (* 1976), belizischer Fußballspieler
- Álvarez, Javier (* 1943), spanischer Langstrecken- und Hindernisläufer
- Álvarez, José Diego (* 1954), spanischer Fußballspieler
- Alvarez, José Enrique (* 1955), amerikanischer Jurist und Professor an der New York University
- Álvarez, José Ignacio (* 1994), uruguayischer Fußballspieler
- Álvarez, José Luis (* 1960), chilenischer Fußballspieler
- Álvarez, Juan Cruz (* 1985), argentinischer Autorennfahrer
- Álvarez, Juan Pedro (* 2004), uruguayischer Sprinter
- Alvarez, Julia (* 1950), US-amerikanische Autorin
- Álvarez, Julián (1788–1843), uruguayischer Politiker
- Álvarez, Julián (* 2000), argentinischer FußballspielerJulián Álvarez (* 2000)

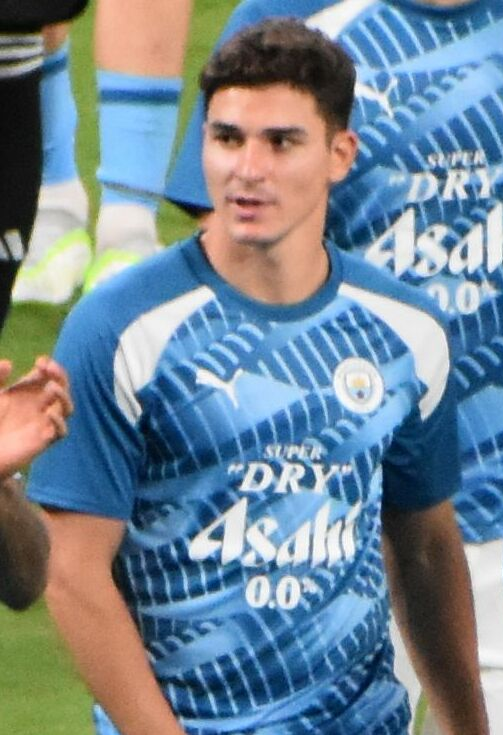
Julián Álvarez (* 2000)

- Álvarez, Julio (* 1959), spanischer Fußballspieler und -trainer
- Alvarez, Katrin (* 1944), deutsche Malerin
- Álvarez, Kevin (* 1999), mexikanischer Fußballspieler
- Álvarez, Koldo (* 1970), andorranischer Fußballtorhüter
- Álvarez, Kristian (* 1992), mexikanischer Fußballspieler
- Alvarez, Laia (* 1987), spanische Schauspielerin und Autorin
- Álvarez, Lázaro (* 1991), kubanischer Boxer
- Álvarez, Leonel (* 1965), kolumbianischer Fußballspieler
- Álvarez, Lilí (1905–1998), spanische Tennisspielerin
- Álvarez, Lorgio (* 1978), bolivianischer Fußballspieler
- Álvarez, Luis (* 1991), mexikanischer Bogenschütze
- Álvarez, Luis Carlos (* 2004), mexikanischer Tennisspieler
- Álvarez, Luis Hernán (1938–1991), chilenischer Fußballspieler
- Álvarez, Luis Roberto (* 1982), spanischer Radrennfahrer
- Alvarez, Luis Walter (1911–1988), US-amerikanischer Physiker und NobelpreisträgerLuis Walter Alvarez (1911–1988)

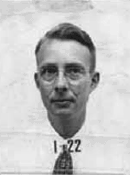
Luis Walter Alvarez (1911–1988)

- Álvarez, Mabel (1891–1985), US-amerikanische Malerin mit spanischer Herkunft
- Álvarez, Magdalena (* 1952), spanische Politikerin (PSOE), MdEP
- Álvarez, Manuel (1800–1857), Präsident des mexikanischen Bundesstaates Colima
- Álvarez, Manuel (1928–1998), chilenischer Fußballspieler
- Álvarez, Marcelo (* 1962), argentinischer Opernsänger (Tenor)
- Álvarez, Marcelo (* 1967), chilenischer Fußballspieler
- Álvarez, Marco (* 1948), peruanischer Oberst und Politiker
- Alvarez, Marco Antonio, US-amerikanischer Schauspieler und Mixed-Martial-Arts-Kämpfer
- Álvarez, Marcos (* 1991), deutscher Fußballspieler
- Álvarez, María (* 1987), venezolanische Gewichtheberin
- Álvarez, Mario (* 1960), dominikanischer Tischtennisspieler
- Álvarez, Mario Roberto (1913–2011), argentinischer Architekt
- Álvarez, Miguel Ángel (1928–2011), puerto-ricanischer Schauspieler und Filmregisseur
- Álvarez, Nicolás (* 1996), peruanischer Tennisspieler
- Alvarez, Nunius († 1491), römisch-katholischer Ordensgeistlicher und Bischof von Tanger
- Álvarez, Óscar (* 1977), kolumbianischer Radsportler
- Alvarez, Osmany (* 1963), kubanischer Radrennfahrer
- Álvarez, Pablo (* 1980), spanischer Fußballspieler
- Álvarez, Pablo (* 1985), uruguayischer Fußballspieler
- Álvarez, Pedro Damián (* 1949), mexikanischer Fußballspieler
- Álvarez, Pedro Mario (* 1982), spanischer Fußballspieler
- Álvarez, Quique (* 1975), spanischer Fußballspieler
- Álvarez, Rafael (* 1971), spanischer Wasserspringer
- Álvarez, Ricardo (1911–1986), mexikanischer Fußballspieler
- Álvarez, Ricardo (* 1988), argentinisch-italienischer Fußballspieler
- Álvarez, Ricardo (* 1999), chilenischer Fußballspieler
- Álvarez, Roberto (* 1968), argentinischer Geistlicher, römisch-katholischer Bischof von Rawson
- Alvarez, Rodolfo (* 1936), US-amerikanischer Soziologe und Hochschullehrer
- Álvarez, Rosendo (* 1970), nicaraguanischer Boxer im Halbfliegen- und Strohgewicht
- Álvarez, Santiago (1919–1998), kubanischer Filmregisseur
- Álvarez, Santiago (* 1989), uruguayischer Fußballspieler
- Álvarez, Sara (* 1975), spanische Judoka
- Álvarez, Saúl (* 1990), mexikanischer BoxerSaúl Álvarez (* 1990)

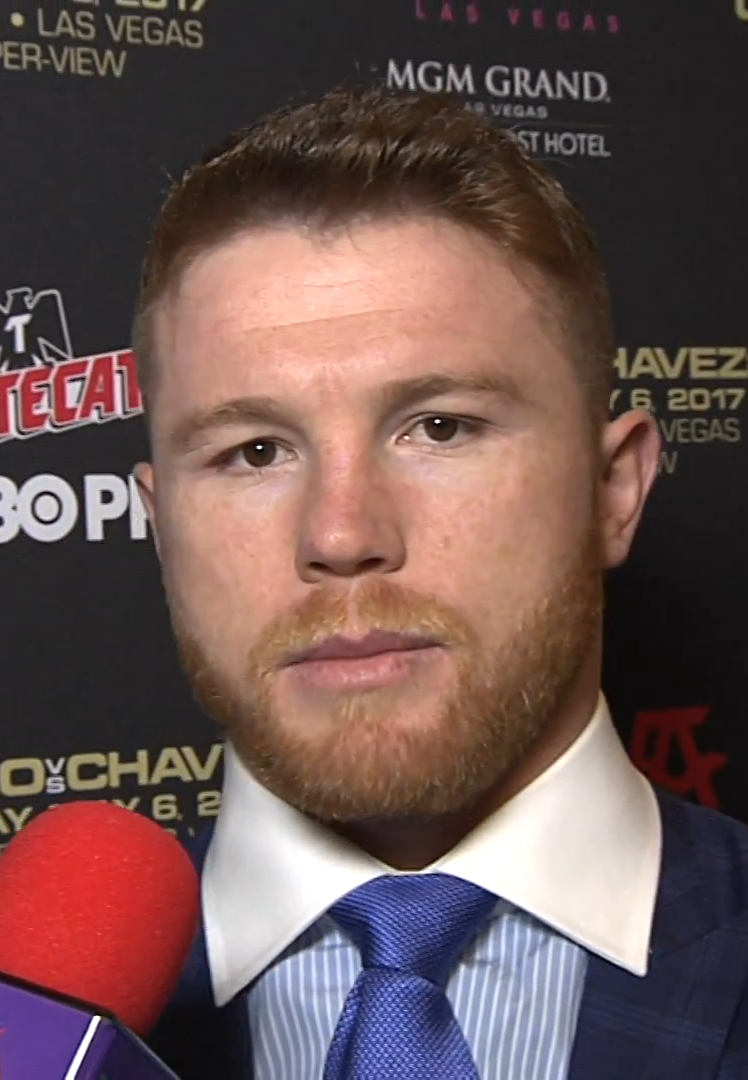
Saúl Álvarez (* 1990)

- Álvarez, Sergio (1926–1983), chilenischer Fußballspieler
- Álvarez, Sergio (* 1965), kolumbianischer Schriftsteller und Journalist
- Álvarez, Sergio (* 1986), spanischer Fußballspieler
- Álvarez, Sergio (* 1992), spanischer Fußballspieler
- Álvarez, Soledad (* 1950), dominikanische Schriftstellerin
- Alvarez, Tyler (* 1997), US-amerikanischer Schauspieler
- Álvarez, Víctor (* 1993), spanischer Fußballspieler
- Alvarez, Walter (* 1940), US-amerikanischer Geologe
- Álvarez, Yeni, kubanisch-US-amerikanische Schauspielerin und Synchronsprecherin
- Álvarez, Yeray (* 1995), spanischer FußballspielerYeray Álvarez (* 1995)

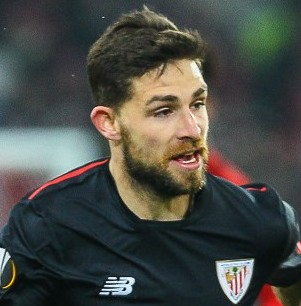
Yeray Álvarez (* 1995)

- Alvarez-Brill, José (1963–2020), deutscher Musiker, Komponist und Produzent
- Álvarez-Correa, Cecilia (* 1953), kolumbianische Politikerin
- Álvarez-Gaumé, Luis (* 1955), spanischer theoretischer Physiker
- Álvarez-Nóvoa, Carlos (1940–2015), spanischer Schauspieler

##### Alvari
- Alvariño, Ángeles (1916–2005), spanische Meeresforscherin, Zoologin und Hochschullehrerin
- Alvariño, Juan (* 1966), argentinischer Fußballspieler
- Alvaristo, Gilson (1956–2016), brasilianischer Radrennfahrer
- Alvariza, Eduardo (* 1959), uruguayischer Schriftsteller und Journalist

##### Alvaro
- Álvaro († 1267), Graf von Urgell
- Álvaro de Caminha († 1499), Lehnsherr (Gouverneur) von São Tomé
- Alvaro, Alexander (* 1975), deutscher Politiker (FDP), MdEP
- Alvaro, Anne (* 1951), französische Schauspielerin
- Alvaro, Corrado (1895–1956), italienischer Schriftsteller

##### Alvart
- Alvart, Christian (* 1974), deutscher Regisseur, Drehbuchautor und Filmproduzent

##### Alvaru
- Alvarus Thomaz, portugiesischer Mathematiker und Physiker

##### Alvary
- Alvary, Lorenzo (1909–1996), ungarisch-amerikanischer Opernsänger (Bass)
- Alvary, Max (1851–1898), deutscher Architekt und Opernsänger (Tenor)

#### Alvas
- Alvastra, Gerhard von († 1193), Zisterzienser und Abt von Kloster Alvastra

### Alvb
- Alvbåge, John (* 1982), schwedischer Fußball-Torwart

### Alve
- Alvear Urrutia, Enrique (1916–1982), chilenischer Bischof
- Alvear, Carlos María de (1789–1852), argentinischer Politiker, Militär und Freiheitskämpfer
- Alvear, Helga de (1936–2025), deutsche Kunstsammlerin und Kuratorin
- Alvear, Maria de (* 1960), spanische Komponistin und Interpretin zeitgenössischer Musik
- Alvear, Soledad (* 1950), chilenische Juristin und Politikerin
- Alvear, Torcuato de (1822–1890), argentinischer Politiker, Bürgermeister von Buenos Aires (1880–1887)
- Alvear, Yuri (* 1986), kolumbianische Judoka
- Alveldt, Augustin von, deutscher Franziskaner und Kontroverstheologe, früher Gegner Martin Luthers
- Alvén, Stefan (* 1968), schwedischer Fußballspieler und -funktionär
- Alvensleben, Achaz Heinrich von (1716–1777), preußischer Generalmajor
- Alvensleben, Albrecht von (1794–1858), preußischer Finanzminister
- Alvensleben, Albrecht von (1879–1945), deutscher Rittergutsbesitzer und Hofbeamter
- Alvensleben, Alkmar II. von (1841–1898), preußischer Generalleutnant, Kommandant von Breslau
- Alvensleben, Alkmar von (1874–1946), deutscher Obermedizinalrat und Direktor der Landesfrauenklinik in Magdeburg
- Alvensleben, Andreas von († 1565), Burgherr in Calvörde, Eichenbarleben und Randau, lokaler Reformator
- Alvensleben, Armgard von (1893–1970), Äbtissin des Klosters Stift zum Heiligengrabe in Heiligengrabe (Brandenburg) und Hauptgeschäftsführerin der Evangelischen Deutschen Bahnhofsmission
- Alvensleben, Bodo von (1882–1961), deutscher Gutsbesitzer, Präsident des Deutschen Herrenklubs
- Alvensleben, Busso VII. von, Burgherr auf Kalbe und Schloss Hundisburg, Kurbrandenburgischer Obermarschall
- Alvensleben, Busso VIII. von († 1493), deutscher Geistlicher (Römisch-Katholisch); Bischof in Havelberg (1487–1493)
- Alvensleben, Busso von (1928–2009), deutscher Heeresoffizier, zuletzt Brigadegeneral der Bundeswehr
- Alvensleben, Busso von (* 1949), deutscher Diplomat
- Alvensleben, Busso X. von (1468–1548), Bischof von Havelberg
- Alvensleben, Busso XVI. von (1792–1879), General und Hofmarschall des Herzogs von Sachsen-Coburg-Gotha
- Alvensleben, Carl August von (1661–1697), Hofrat des Kurfürsten von Hannover, Domherr zu Magdeburg und Privatgelehrter
- Alvensleben, Christian von (* 1941), deutscher WerbefotografChristian von Alvensleben (* 1941)

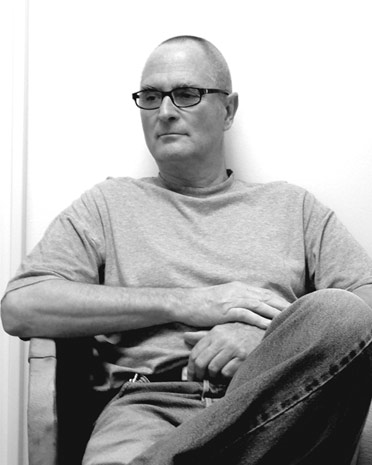
Christian von Alvensleben (* 1941)

- Alvensleben, Conrad (1874–1945), deutscher Elektrotechniker und Unfallschützer
- Alvensleben, Constantin von (1809–1892), preußischer General der Infanterie
- Alvensleben, Eduard von (1787–1876), Landrat des Kreises Jerichow II
- Alvensleben, Ferdinand von (1803–1889), Mitglied des preußischen Herrenhauses
- Alvensleben, Friederike von (1749–1799), deutsche Schauspielerin
- Alvensleben, Friedrich Joachim von (1833–1912), Landrat des Kreises Neuhaldensleben
- Alvensleben, Friedrich Johann von (1836–1913), deutscher Diplomat
- Alvensleben, Friedrich von (* 1265), deutscher Templer, Meister des Templerordens in Alemannien und Slawonien (1301–1308)
- Alvensleben, Friedrich von (1837–1894), preußischer Generalleutnant
- Alvensleben, Gebhard Johann Achaz von (1764–1840), Gutsherr in Randau und Woltersdorf
- Alvensleben, Gebhard Johann I. von (1576–1631), Gutsherr
- Alvensleben, Gebhard Karl Ludolf von (1798–1867), preußischer General der Kavallerie
- Alvensleben, Gebhard Nikolaus von (1824–1909), preußischer Oberforstmeister und Mitglied des preußischen Herrenhauses
- Alvensleben, Gebhard XVII. von († 1541), Landeshauptmann, Magdeburger Rat und Amtshauptmann zu Wolmirstedt
- Alvensleben, Gebhard XXIII. von (1584–1627), Amtshauptmann von Beeskow und Storkow und später von Cottbus und Peitz
- Alvensleben, Gebhard XXV. von († 1681), deutscher Historiker
- Alvensleben, Gebhard XXVIII. von (1734–1801), deutscher Politiker und Gutsbesitzer
- Alvensleben, Gustav Hermann von (1827–1905), preußischer General der Kavallerie
- Alvensleben, Gustav Konstantin von (1879–1965), deutsch-kanadisch-US-amerikanischer Unternehmer
- Alvensleben, Gustav von (1803–1881), preußischer General der Infanterie
- Alvensleben, Hermann von (1809–1887), preußischer Generalleutnant und Rittergutsbesitzer
- Alvensleben, Joachim I. von (1514–1588), Burgherr, Gelehrter und Reformator
- Alvensleben, Johann Ernst von (1758–1827), deutscher Staatsmann
- Alvensleben, Johann Friedrich II. von (1657–1728), hannoverscher Minister
- Alvensleben, Johann Friedrich Karl II. von (1778–1831), preußischer Generalleutnant
- Alvensleben, Johann Friedrich Karl von (1714–1795), britischer und hannoverscher Minister
- Alvensleben, Johann Friedrich VII. von (1747–1829), preußischer Landrat und Gutsbesitzer
- Alvensleben, Johann Friedrich von (1712–1783), deutscher Beamter
- Alvensleben, Johann Ludwig Gebhard von (1816–1895), deutscher Gutsherr und Musiker
- Alvensleben, Karl Johann von (1807–1877), preußischer Generalmajor
- Alvensleben, Kuno von (1588–1638), Magdeburger Domherr, Mitglied der Fruchtbringenden Gesellschaft
- Alvensleben, Louis von (1803–1884), preußischer Oberst und Kommandeur des Kaiser Alexander Grenadier-Regiments
- Alvensleben, Ludolf August Friedrich von (1743–1822), preußischer Generalmajor, Kommandant der Festung Glatz und Inspektor der Schlesischen Truppen
- Alvensleben, Ludolf Jakob (1899–1953), deutscher SS-Führer und Polizeikommandeur
- Alvensleben, Ludolf Udo von (1852–1923), deutscher Gutsbesitzer, Kreisdeputierter und preußischer Politiker
- Alvensleben, Ludolf von (1844–1912), preußischer Generalmajor
- Alvensleben, Ludolf X. von (1511–1596), deutscher Staatsmann
- Alvensleben, Ludolf-Hermann von (1901–1970), deutscher Politiker (NSDAP), MdR, MdL, Adjutant Heinrich Himmlers und Gruppenführer der SSLudolf-Hermann von Alvensleben (1901–1970)

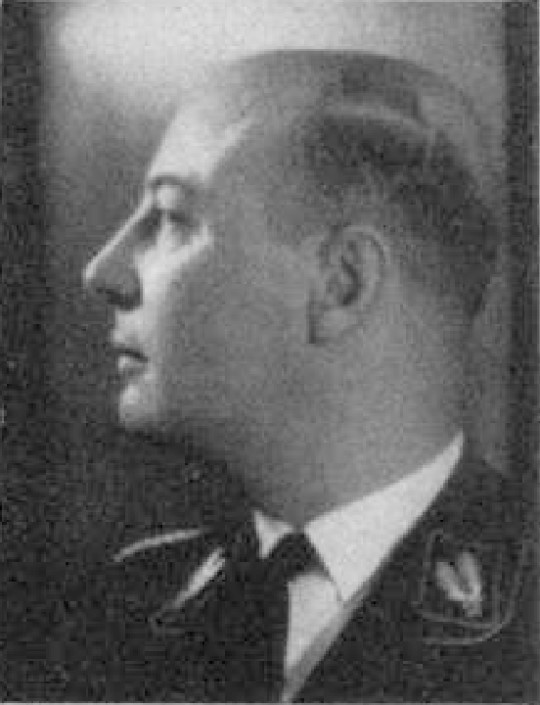
Ludolf-Hermann von Alvensleben (1901–1970)

- Alvensleben, Ludwig Karl Alexander von (1778–1842), preußischer Offizier
- Alvensleben, Ludwig von (1800–1868), deutscher Schriftsteller
- Alvensleben, Ludwig von (1805–1869), Mitglied des preußischen Herrenhauses
- Alvensleben, Margarethe von (1840–1899), deutsche Äbtissin
- Alvensleben, Oskar von (1831–1903), deutscher Landschaftsmaler
- Alvensleben, Otto von (1877–1945), deutscher Kapitän zur See der Kriegsmarine und Reichskommissar
- Alvensleben, Philipp Karl von (1745–1802), preußischer Diplomat und Minister
- Alvensleben, Reimar von (1940–2023), deutscher Agrarwissenschaftler und Hochschullehrer
- Alvensleben, Rudolf Anton von (1688–1737), hannoverscher Minister
- Alvensleben, Sophia von (1516–1590), Äbtissin
- Alvensleben, Udo Gebhard Ferdinand von (1814–1879), Mitglied des preußischen Herrenhauses
- Alvensleben, Udo III. von (1823–1910), deutscher Rittergutsbesitzer
- Alvensleben, Udo von (1895–1970), deutscher Politiker (DNVP, NSDAP) und Landrat
- Alvensleben, Udo von (1897–1962), deutscher Kunsthistoriker
- Alvensleben, Valentin von (1529–1594), Burgherr in Gardelegen und Erxleben
- Alvensleben, Werner VIII. von (1802–1877), preußischer Generalleutnant
- Alvensleben, Werner von (1840–1929), Besitzer des Fideikommiss Neugattersleben, preußischer Kammerherr und Schlosshauptmann von Quedlinburg
- Alvensleben, Werner von (1858–1928), preußischer Verwaltungsjurist und Landrat
- Alvensleben, Werner von (1875–1947), deutscher Kaufmann und Politiker

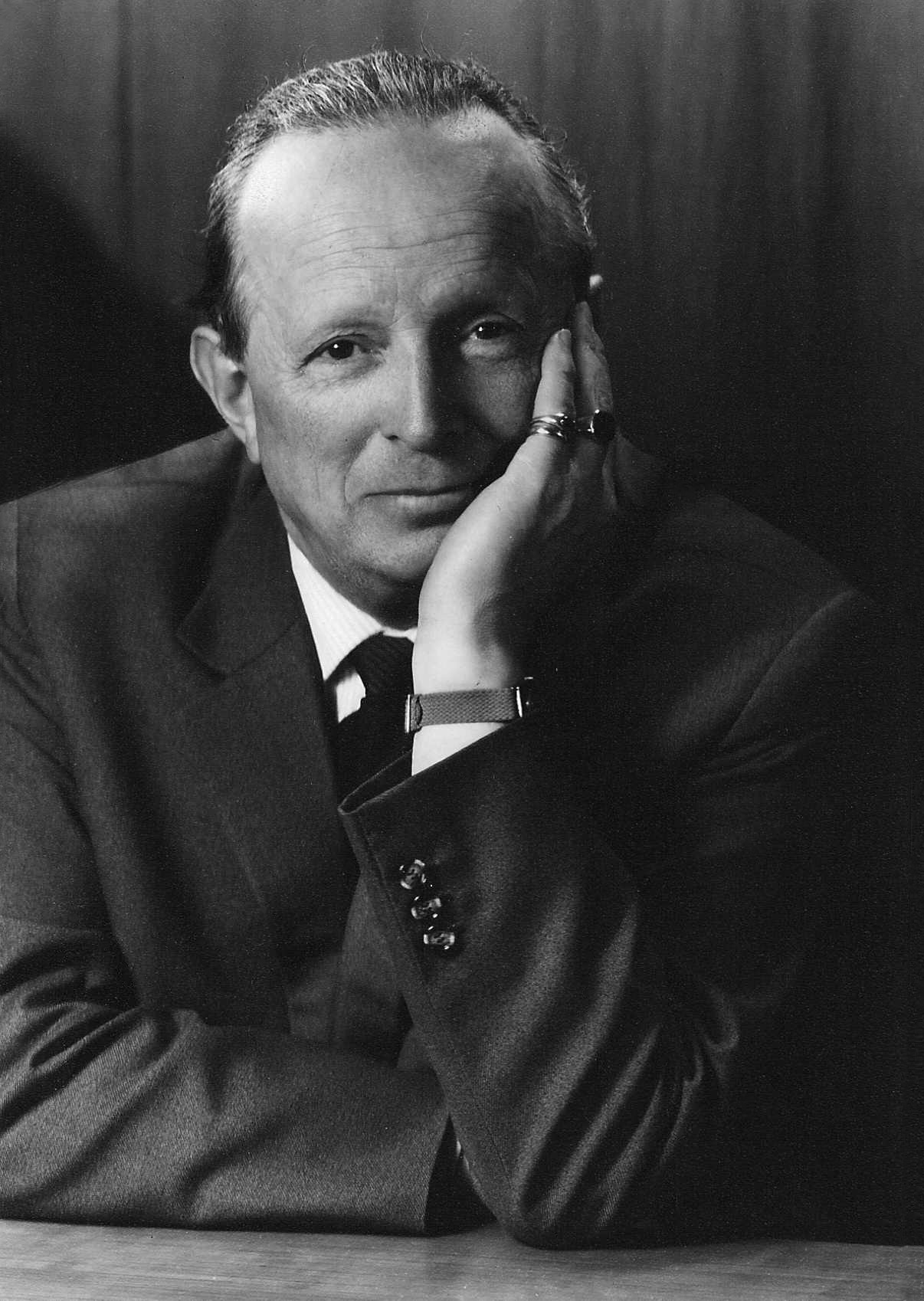
Wichard von Alvensleben (1902–1982)

- Alvensleben, Wichard von (1902–1982), deutscher Land- und Forstwirt, Hauptmann der WehrmachtWichard von Alvensleben (1902–1982)
- Alvensleben, Wichard von (1937–2016), deutscher Spieler im asiatischen Brettspiel Go, Schachspieler und Schachkomponist
- Alvensleben, Wilhelm von (1779–1838), deutscher Domherr in Halberstadt und Rittergutsbesitzer
- Alvensleben-Schönborn, Albrecht von (1848–1928), preußischer Kammerherr, Mitglied des Preußischen Herrenhauses
- Alver, Andres (1869–1903), estnischer Arzt und Dichter
- Alver, Andres (* 1953), estnischer Architekt
- Alver, Betti (1906–1989), estnische Dichterin und Schriftstellerin
- Alver, Christine (* 2000), norwegische Handballspielerin
- Alver, Gürkan (* 1991), türkischer Fußballspieler
- Alver, Tähti (* 1994), estnische Weit- und Dreispringerin
- Alvera von Virmond (1617–1649), Priorin des Klosters Jülich
- Alverà, Eleonora (* 1982), italienische Curlerin
- Alverà, Fabio (* 1959), italienischer Curler
- Alverà, Giorgio (1943–2013), italienischer Bobfahrer
- Alverà, Isidoro (* 1945), italienischer Eishockeyspieler
- Alverà, Mario (1882–1945), italienischer Politiker, ernannter Bürgermeister (Podestà) Venedigs (1930–1938)
- Alverà, Renzo (1933–2005), italienischer Bobsportler
- Alverà, Silvio (1921–1985), italienischer Skirennläufer
- Alverdes, Friedrich (1889–1952), deutscher Zoologe und Psychologe
- Alverdes, Hermann (1871–1934), deutscher Generaldirektor und Sachbuchautor
- Alverdes, Jan (1932–1971), deutscher Drehbuchautor und Hörspielregisseur
- Alverdes, Johann Heinrich († 1747), deutscher Jurist
- Alverdes, Kurt Hermann (1896–1959), deutscher Anatom und Hochschullehrer
- Alverdes, Paul (1897–1979), deutscher Schriftsteller
- Alverdes, Wilhelm (1896–1980), deutscher Gartenarchitekt
- Alverdi, Christian (* 1973), luxemburgischer Fußballspieler
- Alvergue, Anne, US-amerikanische Filmeditorin und Filmschaffende
- Alverich, Dompropst von Brandenburg (1216 bis 1231)
- Alverich von Kerkow, Hofrichter in Salzwedel
- Alverich von Mehringen, Ritter von Mehringen
- Alvermann, Dirk (1937–2013), deutscher Fotograf, Filmschaffender und Autor
- Alvermann, Dirk (1965–2023), deutscher Historiker und Archivar
- Alvermann, Hans-Peter (1931–2006), deutscher Künstler
- Alvero, Skelly (* 2002), französischer Fußballspieler
- Alverson, Tim (* 1964), US-amerikanischer Filmeditor
- Alvertis, Fragiskos (* 1974), griechischer Basketballspieler
- Alves Aguiar, Américo Manuel (* 1973), portugiesischer Geistlicher, römisch-katholischer Bischof von Setúbal und KardinalAmérico Manuel Alves Aguiar (* 1973)

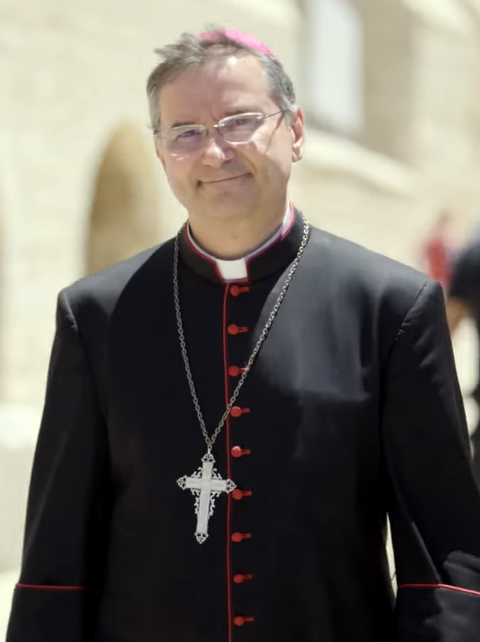
Américo Manuel Alves Aguiar (* 1973)

- Alves Araújo, Lourdes Alves (1956–2021), osttimoresische Politikerin und Frauenrechtlerin
- Alves Bezerra, Jorge (* 1955), brasilianischer Ordensgeistlicher, römisch-katholischer Bischof von Paracatu
- Alves da Encarnação Neto, Gorgônio (* 1949), brasilianischer Ordensgeistlicher, emeritierter römisch-katholischer Bischof von Itapetininga
- Alves da Rocha, Augusto (* 1933), brasilianischer Geistlicher, römisch-katholischer Altbischof von Floriano
- Alves da Silva, Adson (* 1982), brasilianischer Fußballspieler
- Alves de Sà Trindade, José (1912–2005), brasilianischer Geistlicher, römisch-katholischer Bischof von Montes Claros
- Alves Dellatorre, Guilherme Augusto (* 1992), brasilianischer Fußballspieler
- Alves Dias, Célio (* 1971), macauischer Autorennfahrer
- Alves dos Santos, José (1934–2021), brasilianischer Fußballspieler
- Alves Feitosa, Weslley Smith (* 1992), brasilianischer Fußballspieler
- Alves Félix, Fábio (* 1980), brasilianischer Fußballspieler
- Alves Ferreira e Silva, Ciro Henrique (* 1989), brasilianischer Fußballspieler
- Alves Filho, João (1941–2020), brasilianischer Politiker
- Alves Lima, Daniela (* 1984), brasilianische Fußballspielerin
- Alves Maria, Venancio, osttimoresischer Beamter
- Alves Meira, Cristèle (* 1983), französisch-portugiesische Film- und Theaterregisseurin
- Alves Romão, Paulo (* 1964), brasilianischer Geistlicher und römisch-katholischer Weihbischof in São Sebastião do Rio de Janeiro
- Alves Rufino, Elivélton (* 1971), brasilianischer Fußballspieler
- Alves, Acácio Rodrigues (1925–2010), brasilianischer Geistlicher, römisch-katholischer Bischof von Palmares
- Alves, Afonso (* 1981), brasilianischer Fußballspieler
- Alves, Alessandro Diogo (* 1983), brasilianischer Fußballspieler
- Alves, Alex (1974–2012), brasilianischer Fußballspieler
- Alves, Alfredo (1904–1975), brasilianischer Fußballnationalspieler
- Alves, Anastácio, portugiesischer katholischer Geistlicher
- Alves, André (* 1997), portugiesischer Handballspieler
- Alves, Andressa (* 1992), brasilianische Fußballspielerin
- Alves, Antóninho Baptista, osttimoresischer Widerstandskämpfer, Museumsdirektor und Politiker
- Alves, Bernardo (* 1974), brasilianischer Springreiter
- Alves, Bill (* 1960), US-amerikanischer Komponist und Multimediakünstler
- Alves, Bruno (* 1981), portugiesischer Fußballspieler
- Alves, Bruno Fabiano (* 1991), brasilianischer Fußballspieler
- Alves, Camila (* 1982), brasilianisches Model und FernsehmoderatorinCamila Alves (* 1982)

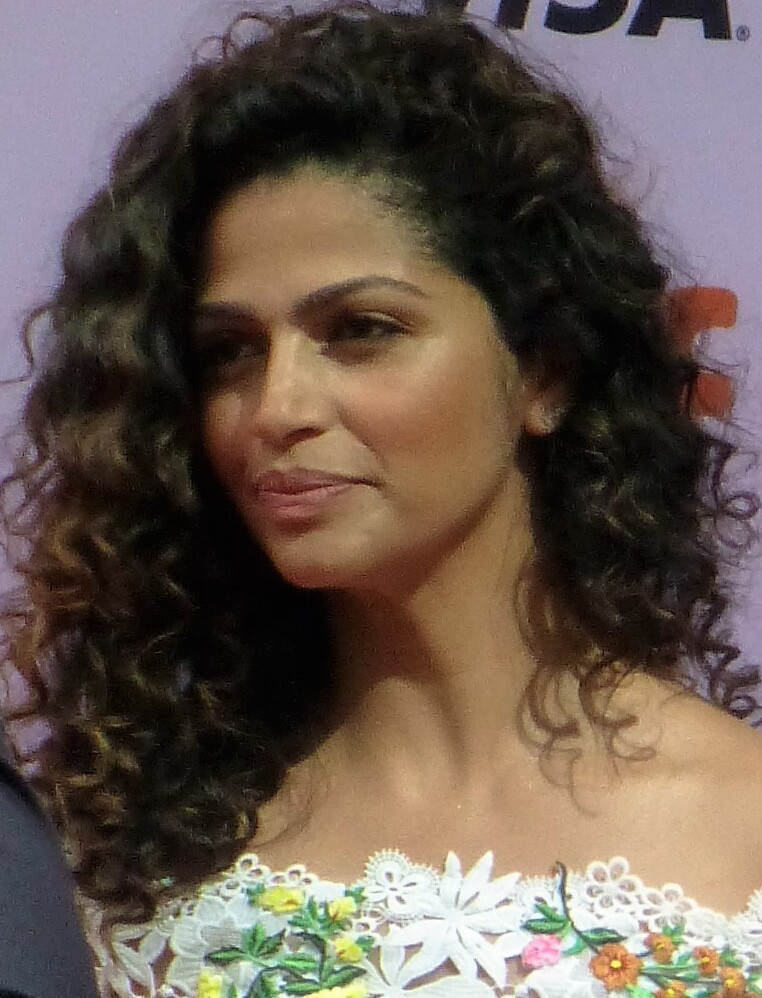
Camila Alves (* 1982)

- Alves, Carmélia (1923–2012), brasilianische Sängerin
- Alves, Carolina (* 1996), brasilianische Tennisspielerin
- Alves, Clarinha, osttimoresische Politikerin
- Alves, Damares (* 1964), brasilianische Politikerin und Pastorin
- Alves, Dani (* 1983), brasilianisch-spanischer Fußballspieler
- Alves, Daniel (* 2002), brasilianischer Fußballspieler
- Alves, Danilo Almeida (* 1991), brasilianischer Fußballspieler
- Alves, Diego (* 1985), brasilianischer Fußballtorhüter
- Alves, Diego Oliveira (* 1987), brasilianischer Fußballspieler
- Alves, Domingos Sarmento, osttimoresischer Politiker und Diplomat
- Alves, Edmilson (* 1976), brasilianischer Fußballspieler
- Alves, Émerson Henrique (* 1976), brasilianischer Fußballspieler
- Alves, Eva-Maria (1940–2021), deutsche Schriftstellerin
- Alves, Feliciano, osttimoresischer Politiker
- Alves, Frederik (* 1999), dänisch-brasilianischer Fußballspieler
- Alves, Gabriela (* 1961), osttimoresische Politikerin
- Alves, Gabriela (* 1972), brasilianische Schauspielerin
- Alves, Genoveva Ximenes, osttimoresische Frauenrechtlerin und Lehrerin
- Alves, Geraldo Washington Regufe (* 1980), portugiesischer Fußballspieler
- Alves, Gil da Costa (1958–2019), osttimoresischer Politiker und Unternehmer
- Alves, Gilberto (* 1950), brasilianischer Fußballspieler
- Alves, Hélio (* 1966), brasilianischer Jazzmusiker
- Alves, Hermenegildo (1941–1979), osttimoresischer Politiker und Freiheitskämpfer
- Alves, Jacinto (* 1957), osttimoresischer Unabhängigkeitsaktivist
- Alves, Jádson (* 1993), brasilianischer Fußballspieler
- Alves, Jailson Severiano (* 1984), brasilianischer Fußballspieler
- Alves, Jamora (* 2003), grenadische Leichtathletin
- Alves, João (1925–2013), portugiesischer Geistlicher und Bischof von Coimbra
- Alves, João (* 1952), portugiesischer Fußballspieler und -trainer
- Alves, João (* 1980), portugiesischer Fußballspieler
- Alves, João Baptista, osttimoresischer Politiker
- Alves, João Muniz (* 1961), brasilianischer Ordensgeistlicher und römisch-katholischer Bischof von Xingu-Altamira
- Alves, Joe (* 1936), US-amerikanischer FilmarchitektJoe Alves (* 1936)

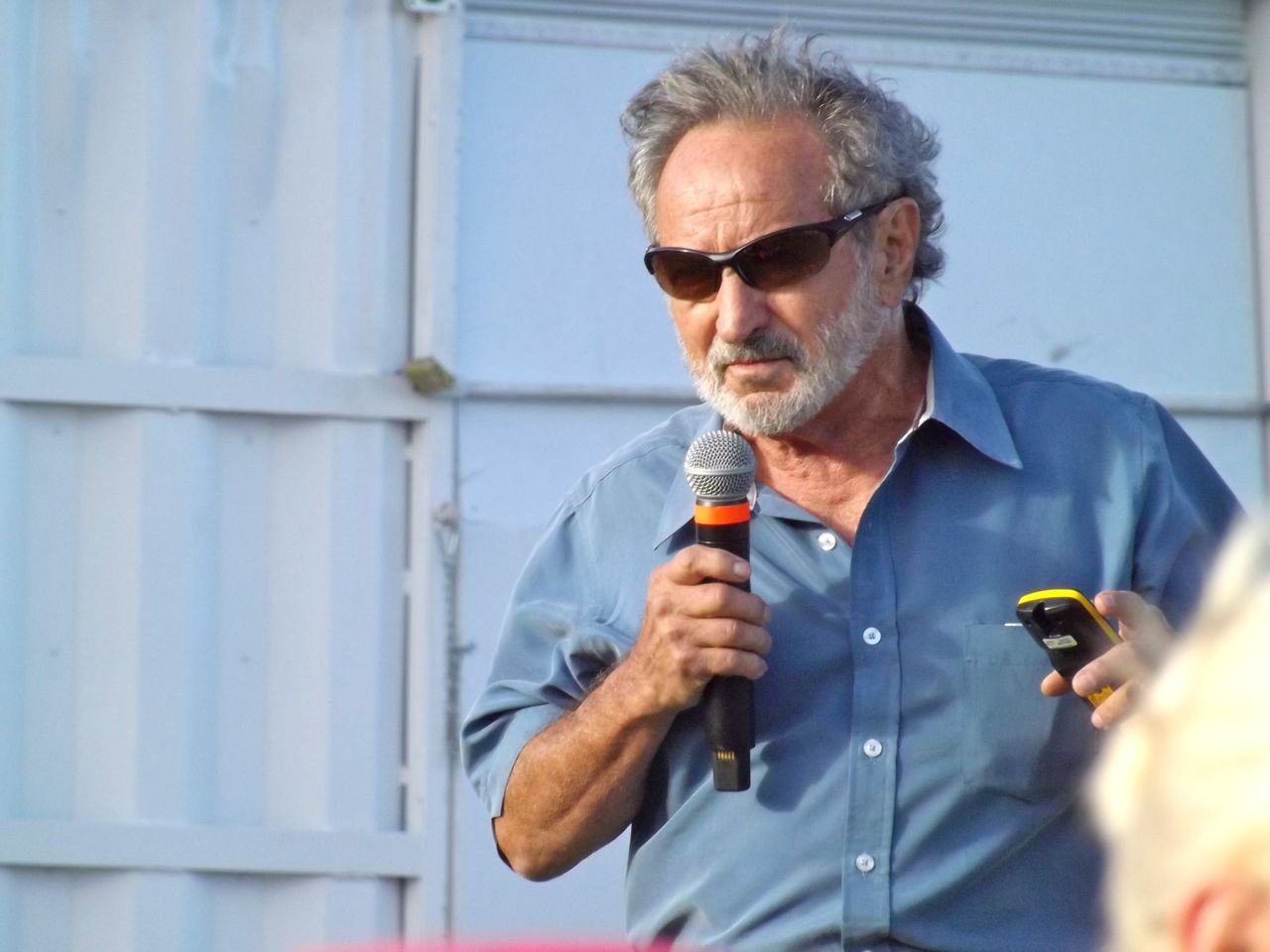
Joe Alves (* 1936)

- Alves, Jorge (* 1979), US-amerikanischer Eishockeytorwart
- Alves, Josemari (* 1979), brasilianische Beachvolleyballspielerin
- Alves, Juan (1939–2009), argentinischer Radrennfahrer
- Alves, Júlio Regufe (* 1991), portugiesischer Fußballspieler
- Alves, Katja (* 1961), Schweizer Schriftstellerin
- Alves, Laura (1921–1986), portugiesische Schauspielerin
- Alves, Leandro Maria (* 1974), osttimoresischer Geistlicher und römisch-katholischer Bischof von Baucau
- Alves, Leonel (* 1993), andorranischer Fußballspieler
- Alves, Lúcia (* 1997), portugiesische Fußballspielerin
- Alves, Luís Paulo (* 1961), portugiesischer Politiker (PS), MdEP
- Alves, Luis Roberto (* 1967), mexikanischer Fußballspieler
- Alves, Luiz (* 1944), brasilianischer Kontrabassist und Komponist
- Alves, Manuel Marinho (1926–1961), brasilianischer Fußballspieler
- Alves, Marcelo Araújo (* 1994), deutsch-brasilianischer Sänger
- Alves, Maria Fernanda (* 1983), brasilianische Tennisspielerin
- Alves, Maria Olandina Isabel Caeiro (1956–2025), osttimoresische Beamtin, Geschäftsfrau, Diplomatin und Frauenrechtlerin
- Alves, Maria Thereza (* 1961), brasilianisch-US-amerikanisch-deutsche Installationskünstlerin
- Alves, Mateus (* 2001), brasilianischer Tennisspieler
- Alves, Matheus (* 1993), brasilianischer Fußballspieler
- Alves, Mélissa (* 1993), französische Squashspielerin
- Alves, Michelle (* 1978), brasilianisches Mannequin und Fotomodell
- Alves, Orestes Júnior (* 1981), brasilianischer Fußballspieler
- Alves, Pascásio de Rosa (* 1983), osttimoresischer Jurist
- Alves, Paulo Martins (* 1969), portugiesischer Fußballspieler
- Alves, Pinto (* 1937), portugiesischer Badmintonspieler
- Alves, Rafael (* 1996), brasilianischer Fußballschiedsrichterassistent
- Alves, Renan da Silva (* 1992), brasilianischer Fußballspieler
- Alves, Roberto (* 1997), schweizerisch-portugiesischer Fussballspieler
- Alves, Romário (* 1994), brasilianischer Fußballspieler
- Alves, Rubem (1933–2014), brasilianischer lutherischer Theologe, Philosoph, Psychoanalytiker, Autor und Hochschullehrer
- Alves, Ruben (* 1980), französisch-portugiesischer Regisseur und Schauspieler
- Alves, Sam (* 1989), brasilianischer Popsänger
- Alves, Suzana (* 1978), brasilianische Schauspielerin, Sängerin und Tänzerin sowie ein Model und Sexsymbol
- Alves, Thiago (* 1982), brasilianischer Tennisspieler
- Alves, Thiago Soares (* 1986), brasilianischer Volleyballspieler
- Alves, Tiago (* 1993), brasilianischer Fußballspieler
- Alves, Victor (* 1994), brasilianischer Fußballspieler
- Alves, Victor Manuel, osttimoresischer Politiker
- Alves, Vítor (1935–2011), portugiesischer Offizier und Politiker
- Alves, Vitória (* 1998), brasilianische Hürdenläuferin
- Alves, Wilson Francisco (1927–1998), brasilianischer Fußballspieler und -trainer
- Alvesen, Hans (* 1943), deutscher Bildender Künstler
- Alveydre, Alexandre Saint-Yves d’ (1842–1909), französischer Autor und Okkultist
- Álvez, Fernando (* 1959), uruguayischer Fußballspieler und -trainer
- Álvez, Gabriel (* 1974), uruguayischer Fußballspieler
- Álvez, Jonatan (* 1986), uruguayischer Fußballspieler
- Álvez, Juan (* 1983), uruguayischer Fußballspieler
- Álvez, Rodrigo (* 1991), uruguayischer Fußballspieler

### Alvi
- Alvi, Abrar (1927–2009), indischer Dialog- und Drehbuchautor
- Alvi, Arif (* 1949), pakistanischer Politiker, StaatspräsidentArif Alvi (* 1949)

Arif Alvi (* 1949)

- Alvi, Moniza (* 1954), pakistanisch-britischer Dichterin
- Alviani, Getulio (1939–2018), italienischer Künstler der Op-Art und Kinetik
- Alviani, Henry A. (* 1949), US-amerikanischer Komponist, Chorleiter und Musikpädagoge
- Alvics, Gyula (* 1960), ungarischer Boxer
- Alvilares Moure, Xosé (1928–2015), galicischer Schriftsteller, Philosoph und Priester
- Alvim Marinato, Guilherme (* 1985), russischer Fußballtorhüter brasilianischer Herkunft
- Alvim, Cesarius (* 1950), brasilianischer Jazzmusiker
- Alvim, Danilo (1920–1996), brasilianischer FußballspielerDanilo Alvim (1920–1996)

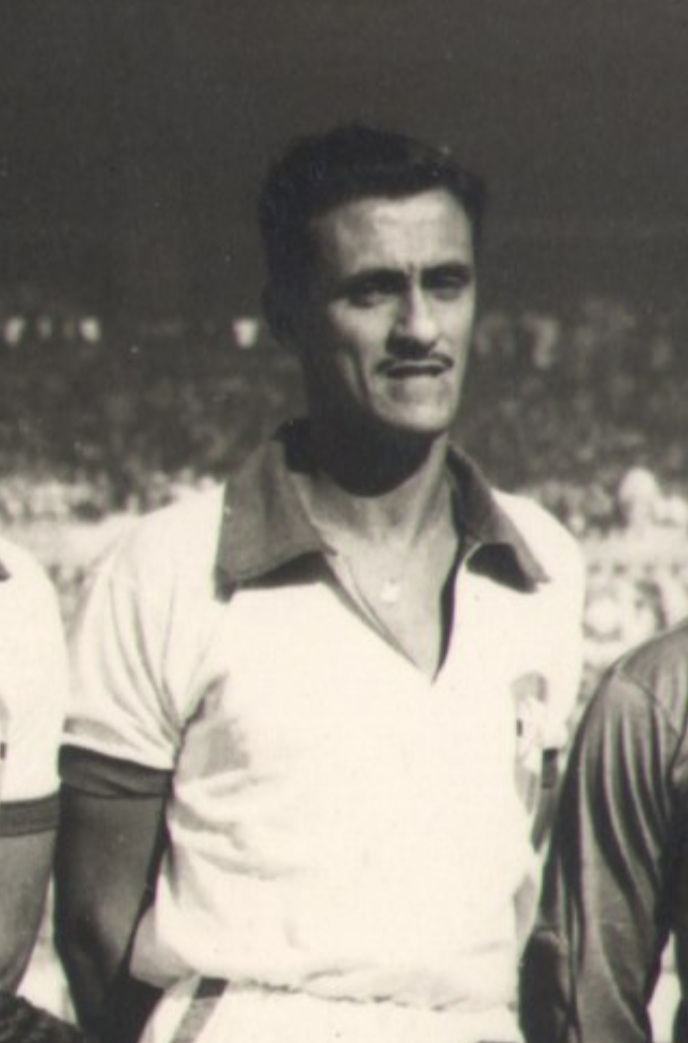
Danilo Alvim (1920–1996)

- Alvim, Rodrigo (* 1983), brasilianischer Fußballspieler
- Alvin, Danny (1902–1958), US-amerikanischer Jazz-Schlagzeuger
- Alvin, Dave (* 1955), US-amerikanischer Country- und Folk-Musiker
- Alvin, Frédéric (1864–1949), belgischer Numismatiker und Bibliothekar
- Alvin, John (1917–2009), US-amerikanischer Schauspieler
- Alvin, Juliette (1897–1982), französisch-britische Cellistin und Musiktherapeutin
- Alvin, Lennart (* 1941), schwedischer Diplomat, Botschafter in Saudi-Arabien, Kanada und den Niederlanden
- Alvina, Anicée (1953–2006), französische Schauspielerin
- Alvinczy de Berberek, Joseph von (1735–1810), österreichischer Feldmarschall
- Alving, Fanny (1874–1955), schwedische Schriftstellerin
- Alving, Käte (1896–1974), deutsche Schauspielerin und Synchronsprecherin
- Alvini, Massimiliano (* 1970), italienischer Fußballtrainer
- Alvino, Giuseppe d’ (1550–1611), italienischer Maler, Architekt und Bildhauer
- Alvira, Rafael (1942–2024), spanischer Philosoph und Gesellschaftswissenschaftler
- Alvis, Hayes (1907–1972), US-amerikanischer Jazzbassist
- Alvisi, Eleonora (* 2003), italienische Tennisspielerin
- Alvite, Gastón (* 1996), uruguayischer Fußballspieler
- Alviti, Sveva (* 1984), italienische Schauspielerin und ModelSveva Alviti (* 1984)

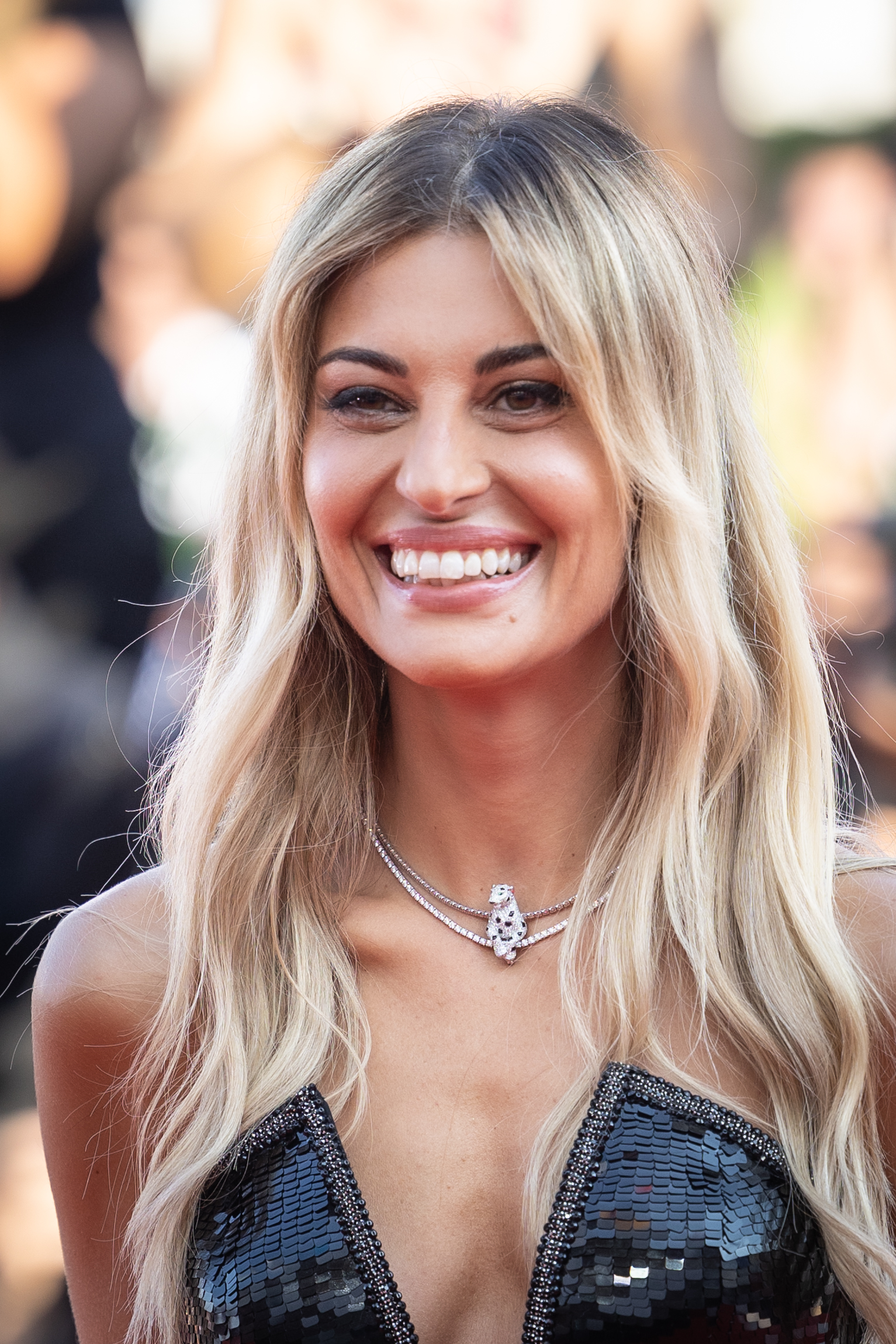
Sveva Alviti (* 1984)

### Alvo
- Alvord, James C. (1808–1839), US-amerikanischer Politiker
- Alvord, Thomas G. (1810–1897), US-amerikanischer Rechtsanwalt, Händler und Politiker
- Alvord, Tiffany (* 1992), US-amerikanische Sängerin und Songwriterin

### Alvr
- Alvre, Paul (1921–2008), estnischer Sprachwissenschaftler und Finnougrist

### Alvs
- Alvsvåg, Kari Mangrud (* 1970), norwegische lutherische Bischöfin

### Alvt
- Alvtegen, Karin (* 1965), schwedische Schriftstellerin